# ゲーメスト
『ゲーメスト』（GAMEST）は、新声社が1986年から1999年まで発行していたゲーム雑誌である。アーケードゲームを専門に扱っており、その専門性の高さから全盛期には売り上げが30万部に達し人気を得ていたが、新声社の倒産と共に廃刊となった。

## 概要
新声社が当時大手であったビデオゲームサークルVG2（ベリーグッド・ビデオゲーマーズ）に「VG2の会報を商業誌ベースで再現してほしい」と声を掛けたのをきっかけに隔月刊誌として1986年4月創刊（同年5月号）。初代編集長はVG2総本部長の植村伴北。
創刊号表紙の煽り文が「ゲームファンのためのハイスコアマガジン」であったように創刊当初は主にアーケードのシューティングゲームを主に取り上げていた。ただし、初期はまだアーケードゲーム攻略に特化するわけでなく、『ゼルダの伝説』や『マイティボンジャック』などのテレビゲームやパソコンゲームなども取り上げていた。第6号より月刊化、その後対戦型格闘ゲームのブームに乗り部数を増やし、1994年の第116号からは月2回刊化。
アーケードゲーム専門誌の代表格的存在だった。
1999年に新声社の突然の倒産により最終号を出せずに廃刊になった。事実上の最終号は1999年8月30日刊の第274号（9月30日号）。
その後、同誌スタッフの多くがアスキー（現在のエンターブレイン）へ移り、アーケードゲーム専門雑誌『月刊アルカディア』を創刊した。
2022年5月25日、元編集部員により公式Twitterアカウントが開設され、6月1日より公式YouTubeチャンネルがオープンした。

## 誌面の特徴
創刊時の合言葉が「いくぜ、同人誌のノリだ！」であるように、非常に独特のノリと勢いが特徴であった。創刊からしばらくは誌面でゲームサークルの紹介をしていた事もあり、編集部内にもVG2以外のゲームサークルのメンバーが次々と参加。後に編集長となる石井ぜんじもゲームサークルECMのメンバーであった。
姉妹誌として、投稿雑誌の『ゲーメストワールド』やコンシューマーゲーム雑誌の『ゲーメストEX』、ゲーム漫画雑誌『コミックゲーメスト』などが存在した。

### ハイスコア集計
全国のゲームセンターからの申請に基づいて、誌上でハイスコア集計が実施された（創刊当初は個人による申請も受け付けていた）。『マイコンBASICマガジン』と並ぶ当時めずらしい全国規模の集計であり、「全一（全国一位）」の称号を懸けてプレイヤーが競争を繰り広げた。数多くの有名スコアラーが誕生し、その能力を活かしてゲームメディアやゲーム開発に携わる者も現れた。
さらに独自企画として、「星」と呼ばれる店舗ごとの全一総獲得数の集計も実施。星の数が店舗のステータスとして認知されたが、一方で競争が過熱し、虚偽のハイスコア（ウソスコア）申請、店員や常連がフリープレイでやり込む不公平、継続的な星獲得のためスコアラーに小幅なハイスコア更新を要求する、といった問題も発生した。本誌末期には星の集計は廃止された。

### 『ゲーメスト』出典の新語
ビデオゲーム攻略に関する専門用語や俗語の内、ゲーメストが発祥とされるものが幾つか存在する。
めくり
対戦型格闘ゲーム用語。相手をぎりぎりで飛び越すようにしながら攻撃することによって、防御操作のレバー入れの方向を迷わせる技術。または、着地後に連続攻撃を入れやすくするため、相手を飛び越すようにしながら背中側に攻撃を当てること。「背中の皮めくり」が語源。
当時は同じ技術に対して「裏まわり」などの別呼称も存在したが、現在も一般的に「めくり」が使われている。
安全地帯
シューティングゲーム等の用語。絶対に敵の攻撃が当たらない場所を指す。略して「安地」。
実際の『ゲーメスト』誌上では更に発展した「玉置」と言う言葉が同義語として使われていた（由来は、当時の安全地帯のヴォーカルだった玉置浩二から）。また、敵弾（玉）に対して自機を置ける場所とも掛けている。もともとは「安全地帯」という言葉がメーカーチェックにより不許可となったための言い換え語。
当て身
対戦型格闘ゲーム用語。相手の打撃技を受け止めて反撃する技の総称。
本来、当身といえば格闘技用語で打撃技そのものを意味するが、ゲーメスト誌上において『餓狼伝説』のギース・ハワードの必殺技「当て身投げ」が安易に略されたことから、本来とは違った意味で広まってしまった。
大パンチ、小パンチ（キックなども）
対戦格闘ゲームでの固有表現。ゲーム内の表記では「強パンチ」、「弱パンチ」だった場合でも、語呂や表記の関係でまとめて「大パンチ」「小パンチ」と表記されるようになり、この呼び方が一般的となった。後述のとおり原稿は手書きが主で、画数が多い「弱」「強」を大量に書き続けるのが困難という背景もあった。なお『超絶倫人ベラボーマン』など作品によっては正式に大パンチ、小パンチ表記の作品が存在する。
脱衣麻雀
それまで「脱がせ麻雀」など呼称は複数あったが、『ゲーメスト』の表記以来「脱衣麻雀」の呼称が一般的になった。
レゲー
「レゲーの魂」コーナーから。元々は「レアゲームの略」とされていたが、近年では「レトロゲームの略」として普及した。

### 漫画連載
アーケードゲーム作品と関連した漫画を連載することもあったが、休載・打ち切り作品が多かった（当初は特に雑誌としての地位も低かったため、作者の都合によって原稿を落とされ、そのまま打ち切りとなるケースが多発した）。完結作品の代表的なものとして、中平正彦の『ストリートファイターZERO』などがある（『ストリートファイターIII』に登場するリュウの必殺技「真・昇龍拳」が生まれたのもこの作品からとされる）。この他にも、連載していた『さくらがんばる!』内で中平が登場させたオリジナルキャラ「神月かりん」がゲーム作品に逆輸入されるなど、ゲーム本編にまで多くの影響を与えた。
ほか、企業の広告として連載されていたものが人気を博していたこともある。代表的なものとして、東陽片岡の『てくなーとマンガ』や、小林真文の『そんなんARIKA』など。『そんなんARIKA』は後継誌にあたる『月刊アルカディア』に移籍した。

### 読者投稿
本誌には「ゲーメストアイランド」という読者投稿コーナーが設けられており、当時のアーケードゲームに関連した文章・イラスト・マンガ等が多数投稿されていた。また、当時のゲームセンターにおける社会問題、ハイスコア狙いのマニアプレイの賛否、ゲーマーのマナー問題など、こういった意見もしばしば取り上げられ、編集側と読者側が真剣に意見を交わし議論する場も設けられていた。
当時、同種の雑誌が他にほとんどなかったという環境も手伝ってか、投稿レベルや人気も高く、これを纏めた『ゲーメストアイランド血風録』などとして単行本化もされている。
ここでの投稿作家からは、後にプロのイラストレーターや漫画家に転身したものも少なくなく、プロへの登竜門としても機能していた。主な投稿作家としては、雑君保プ、古葉美一、道満晴明、G＝ヒコロウ、荒川弘、吉崎観音、藤原ひさし、村田雄介、原田将太郎など。
アーケードゲームをネタにした読者からの4コママンガ投稿ページである「ゲーパロ4コマグランプリ」は特に人気が高く、単行本の売上は本誌やコミック以上であったとも言われ、今でも語りぐさとなっている。

### 誤植の多発
本誌の記事の中には、多数の誤植があることでも有名であった。これは、執筆者の大部分がゲームセンターからスカウトされた上級ゲーマーたちでライターとしての経験がなく、ワードプロセッサを使用せずに手書きで原稿を作っていたことが背景にある。さらに、本来それらを校正する役割にある編集者も高度なプレイ技術を持つゲーマーライターたちに対して立場が弱く、ライター側が修正を嫌えばそれに従わざるを得ない状況下にあったとされる。一方で、誤植に端を発し編集者がメーカーに謝罪に赴くこともあったという。
以下、特に有名な誤植を記す。

ハンドルとインド人

- レースゲーム『スカッドレース』の記事内で「ハンドルを右に」とすべきところを「インド人を右に」としている[5]。手書き原稿による弊害の顕著な例で、「ハンドル」という字が汚かったために「インド人」に見えた[3]。
  - 後に、石井ぜんじの著書『石井ぜんじを右に! 〜元ゲーメスト編集長コラム集〜』の書名の元ネタとなった。
  - ピクシブ百科事典・ニコニコ大百科主催「ネット流行語100」年間大賞2022で、「インド人を右に」が92位にランクインした[6]。
- 格闘ゲーム『ストリートファイターII' TURBO』の記事で「ザンギエフは…（中略）…スーパーラリアットが出せる」が「ザンギュラは…（中略）…スーパーウリアッ上が出せる」になっている。なお、同作にはそもそも「スーパーラリアット」という技は存在しないが、これは製品版で実装された「ハイスピードダブルラリアット」の開発時の名称である。
- ゲームタイトル『餓狼伝説』が「飢餓伝説」、『餓狼伝説2』が「餓死伝説2」になっている。
- 格闘ゲーム『ヴァンパイア』の記事内で「レバー＋大パンチ」が「レバー＋大ピンチ」になっている。
- 漫画『RYU FINAL』（作：中平正彦）の最終話のリュウの台詞「確かめてみろ！」が「確かみてみろ！」になっている（単行本では修正済）[7]。

さらに誤植のお詫び記事にも誤植が見つかったり、「誤植を捜せ」という企画を実施しようとしたところ、誤植があまりにも多すぎて企画倒れになったこともある。

## 提供していた番組
- 松本梨香のゲーマーズナイト（TBSラジオ）- 出版元の新声社ではなくゲーメストが提供だったラジオ番組。